# К чёрту добродетель
«К чёрту доброде́тель» — французский кинофильм с Луи де Фюнесом.

## Сюжет
Пьер (Анри Жене), не придя ночью домой, говорит жене, что ночевал у своего друга Робера, не зная при этом, что Робер в ту ночь совершил аварию и скрылся с места происшествия, за что имеет теперь неприятности с полицией. Таким образом Пьер становится соучастником преступления. Выбрав из двух зол меньшее, он наконец говорит правду и пытается убедить полицейских, что ночь он провёл у Моник, подруги своего коллеги Жака.
Луи де Фюнес исполняет роль помощника следователя.